# Lepospondyli
I lepospondili (Lepospondyli) sono un gruppo di anfibi estinti, vissuti tra il Carbonifero superiore e il Permiano (340- 245 milioni di anni fa).

## Diversificazione
Questi anfibi erano di solito di piccola taglia, al contrario dei contemporanei temnospondili che crebbero fino a dimensioni gigantesche. La forma più grande, Diplocaulus, raggiungeva il metro di lunghezza. Cionondimeno, anche i lepospondili erano estremamente diversificati: sviluppatisi nel corso del Carbonifero, diedero origine a una varietà di forme che includevano animali dal corpo allungato (Microbrachis), dal corpo serpentiforme (Dolichosoma) o dal corpo compatto (Pantylus). Alcuni lepospondili erano simili a salamandre (Urocordylus), mentre altri erano dotati di strane teste a forma di boomerang (Diplocaulus). Tutte queste forme sono conosciute attraverso fossili ritrovati esclusivamente in Nordamerica e in Europa, ad eccezione di pochi resti rinvenuti in Africa del Nord appartenenti al gruppo dei Nectridea.

## Caratteristiche
Tra le caratteristiche distintive dei lepospondili rispetto agli altri anfibi paleozoici, si ricordano la mancanza di riempimento labirintino nella dentina (il che li esclude dall'antico raggruppamento dei cosiddetti “labirintodonti”), zanne palatali appaiate con tanto di fossette di rimpiazzamento e la mancanza dell'incisura otica sul retro del cranio.
Le vertebre dei lepospondili possedevano una caratteristica proiezione in avanti e la forma del corpo vertebrale era distinta da quella degli altri anfibi paleozoici; questa caratteristica, in ogni caso, è comune a molti piccoli anfibi e agli esemplari giovani. Per questo fatto, quindi, alcuni specialisti ritengono che i lepospondili non formino un gruppo unitario a livello filogenetico. La maggior parte dei paleontologi, comunque, li considera un'unità tassonomica valida; alcuni ipotizzano che alcune forme, come Urocordylus, possa essere vicino all'origine delle odierne salamandre (Urodela).

## Tassonomia
Classe Amphibia
- Sottoclasse LEPOSPONDYLI
  - Ordine Adelospondyli
  - Famiglia Acherontiscidae
  - Ordine Aïstopoda
    - Famiglia Lethiscidae
    - Famiglia Ophiderpetontidae
    - Famiglia Oestocephalidae
    - Famiglia Pseudophlegethontiidae
    - Famiglia Phlegethontiidae

  - Ordine Nectridea
    - Arizonerpeton
    - Famiglia Scincosauridae
    - Famiglia Keraterpetontidae
    - Famiglia Urocordylidae
    - Pleuroptyx
    - Diplocaulus

  - Superordine Microsauria
    - Famiglia Odonterpentontidae
    - Tuditanomorpha
      - Famiglia Pantylidae
      - Famiglia Tuditanidae
      - Famiglia Hapsidopareiontidae
      - Famiglia Gymnarthridae
      - Famiglia Ostodolepididae
      - Famiglia Trihecatontidae
      - Famiglia Goniorhynchidae

    - Famiglia Brachystelechidae
    - Ordine Lysorophia
      - Famiglia Lysorophidae